# Boards of Canada
Boards of Canada — шотландский дуэт в жанре электронной музыки, в состав которого входят братья Майкл Сэндисон (англ. Michael Sandison) (родился 1 июня 1970) и Маркус Эойн (англ. Marcus Eoin) (родился 21 июля 1971). Музыканты написали ряд пластинок, наиболее заметными из которых являются Music Has the Right to Children и Geogaddi, выпущенные при минимуме рекламы и интервью. Музыка дуэта представляет собой трип-хоп (их музыку также относят к IDM) с характерными для них «фирменными» сэмплами из телеэфира 1970-х, которые дуэт связывает со своим детством и ностальгией по нему. Майкл и Маркус признались, что вдохновляются документальными фильмами National Film Board of Canada, из чего и получилось название группы.

## История
Первым полноценным альбомом данного коллектива считается Music Has the Right to Children. Но тем не менее история Boards of Canada уходит глубоко в 1970-80-е годы. Точнее к 1980 году. Примерно в это время Майкл Сэндисон создаёт первый коллектив (Маркус присоединится к ним только в 1986 году). Майкл и другие участники коллектива играли на инструментах, создавали звуки с помощью домашнего компьютера, использовали сэмплы, услышанные по радио. Кроме того, коллектив снимал небольшие видео ленты, самостоятельно озвучивая их.
К 1989 году в состав Boards of Canada входило уже три человека: Майкл, Маркус и Кристофер. Создав небольшую студию, группа начала выступать публично, используя при этом проекторы, мониторы, странные плёнки, записанные с телевизора, различные детские песенки и т. д.
Некоторое время Boards of Canada издавали свои альбомы и ЕР собственными силами на собственном же лейбле Music70. Одна из таких работ — Twoism — была издана немного большим тиражом (сейчас является достаточно раритетным, продаваясь по цене, куда большей, чем обычный CD), через некоторое время попала в руки владельцам манчестерской студии звукозаписи Skam Records. На следующий день после этого Шон Бут из Autechre предложил дуэту, образовавшемуся после ухода Кристофера, подписать контракт с лейблом Skam Records. Здесь они записывают ЕР Hi Scores, а также издают свои видео работы.
В течение 1997 года коллектив несколько раз совместно с Autechre выступал по всей Англии. В это же время Boards of Canada выпустили материал под псевдонимом Hell Interface. Один из треков этого проекта даже попал на мини-альбом V/Vm Test Records (известный тем, что это ранний лейбл Лейланда Кирби, который записывал музыку под The Caretaker) Whine and Missingtoe под треком Soylent Night. 
В феврале 1998 года Boards of Canada подписали контракт с Warp Records. После этого группа выпустила ЕР Aquarius на Skam Records, сделала ремикс для Mira Calix на Warp, и только затем 20 апреля 1998 выпустила значительным тиражом свой первый альбом Music Has the Right to Children. Этот альбом завоевал широкую популярность и получил положительные оценки критиков. В США выпуск альбома состоялся в сентябре 1998 года на Matador Records. Там альбом также получил высокую оценку публики.
В ноябре 1999 года ВоС выпустили очередной ЕР из 4 треков In a Beautiful Place Out in the Country, после чего начали работу над вторым альбомом.
Вопреки ожиданиям, альбом Geogaddi вышел только 18 февраля 2002 года, в ту же неделю заняв первые места по продажам.
Всю свою карьеру Майкл и Маркус не считали нужным разглашать свои семейные узы, а просто описывали себя как друзья детства. Их родство стало общеизвестно в 2005 в интервью Pitchfork.
Третий альбом дуэта на Warp Records The Campfire Headphase увидел свет 17 октября 2005. Альбом состоит из 15 композиций, среди которых есть «Peacock Tail», «Chromakey Dreamcoat» и «Dayvan Cowboy». 2 версии «Dayvan Cowboy» — оригинальная и ремикс от Odd Nosdam — находятся на EP Trans Canada Highway состоящем из 6 треков. Он был выпущен 26 мая 2006.
23 июля 2007 один из участников Hexagon Sun разместил в Boards of Canada Yahoo Groups сообщение под псевдонимом «hex_official» о том, что новый релиз группы готовится к выпуску и объявление об этом появится на официальном сайте Boards of Canada ближе к дате выпуска.
30 апреля 2013 стала известна дата выхода нового альбома Boards of Canada «Tomorrow’s Harvest» — 10 июня 2013, а также стартовали предпродажи альбома в форматах CD / Vinyl на сайте www.bleep.com. Последний, 17 трек альбома имеет название «Semena Mertvykh».

## Дискография

### Ранние (Редкие) релизы
- Catalog 3 {LP} (1987,[Cassette] Music70)
- Acid Memories {EP} (1989,[Cassette] Music70)
- Closes Vol. 1 {LP} (1992,[Cassette] Music70)
- Play By Numbers {EP} (1994,[Cassette,CD] Music70)
- Hooper Bay {EP} (1994,[Cassette,12"] Music70)
- Boc Maxima {LP} (1996,[Cassette,CD] Music70)
- A Few Old Tunes {LP} (1996,[Cassette] Music70)
- Random 35 Tracks Tape / Old Tunes Vol. 1 {LP} (1996,[Cassette] Music70)
- Old Tunes Vol. 2 {LP} (1996,[Cassette] Music70)

### Главные релизы (LP,EP,Single)
- Twoism {LP} (1995,[Cassette,CD,12"] Music70, Warp records)
- Hi Scores {EP} (1996,[CD,12"] Skam Records)
- Aquarius {Single} (1998,[7"] Skam Records)
- Music Has the Right to Children {LP} (1998,[Cassette,CD,12"] Warp Records, Skam Records)
- Peel Session {EP} (1999,[CD] Warp Records)
- In a Beautiful Place Out in the Country {EP} (2000,[Cassette,CD,12"] Warp Records, Music70)
- Geogaddi {LP} (2002,[Cassette,CD,12"] Warp Records, Music70)
- The Campfire Headphase {LP} (2005,[CD,12"] Warp Records)
- Trans Canada Highway {EP} (2006,[CD,12"] Warp Records)
- Tomorrow's Harvest {LP} (2013,[CD,12"] Warp Records)
- Peel Session {EP} (2019,[CD,12"] Warp Records)

### Другие релизы (Пре-релизы и отдельные композиции)
- Roygbiv (Alpha Quest mix) {Track} (1997,[Cassette] Music70)
- Telephasic Workshop {Single} (1998,[10"] Warp Records)
- Orange Romeda {Track} (1998,[12"] Warp Records)
- Geogaddi {Test Pressing Promo} (2002,[12"] Warp Records)
- Geogaddi {S/side Promo} (2002,[12"] Warp Records)
- Seven Forty Seven {Track} (2009,[12"] Warp Records)
- Spiro {Track} (2009,[12"] Warp Records)
- —— / —— / —— / XXXXXX / —— / —— {S/side Promo} (2013,[12"] Warp Records)[3]

### Неофициальные релизы (Bootleg)
- Unreleased Tracks (2007,[12"])

### Выступления (концерты и радио эфиры)
- Disengage {Radio} (1998)
- Warp 10th Anniversary Party {Live} (1999)
- Warp Lighthouse Party {Live} (2000)
- All Tomorrows Parties (ATP) {Live} (2001)
- Helter Skelter Radio Show {Radio} (2002)
- Listening Party near Lake Dolores {Live} (2013)

### Ремиксы
- Hell Interface production
- Boards of Canada remixes "Of"
- Boards of Canada remixes "On"

### Другое
- Содержание треков старого сайта Boards of Canada

## Упоминания
- Музыкальный продюсер Budd Dwyer использовал композицию "Music is math" в качестве семпла для трека $UICIDEBOY$-CLOUDS AS WITNESSES
- Каналы Би-би-си и Channel 4 часто используют музыку дуэта в своих документальных фильмах.
- Плакат The Campfire Headphase можно увидеть на стене отдела ИТ в одном из эпизодов британского ситкома The IT Crowd.
- Режиссёр Крис Каннингем, известный своими совместными проектами с электронными исполнителями, использовал некоторые из треков BoC в производстве рекламных роликов для BMW, Nissan, и Italian Telecom.
- Композиция «Happy Cycling» играет в момент, когда Бренда встречает 2 юношей в 25 эпизоде из Six Feet Under;
- «1969» и «Turquoise Hexagon Sun» были использованы как музыкальный фон в британском сериале Hollyoaks;
- «Sunshine Recorder» звучит в одном из эпизодов The Real Hustle;
- «Music is Math» использован в одном из эпизодов Nathan Barley. Во время сцены где Клэр и Натан готовятся к интервью с исполнительными директорами телевидения;
- «Beware the Friendly Stranger» служит музыкальным фоном для популярного флэш-мультфильма Salad Fingers;
- Многие из композиций BoC звучат в ТВ сериале Monkey Dust;
- В эпизоде 2x06 сериала Kyle XY главный герой Кайл вставляет компакт-диск в проигрыватель, начинает звучать «Dayvan Cowboy» под которую он расслабляется.
- В титрах фильма «Sinister», а также в одном из его эпизодов звучит композиция «Gyroscope». Она также использована в саундтреке фильма итальянского режиссера Паоло Соррентино «Последствия любви».
- В фильме «Now is good» звучит композиция «Dayvan Cowboy».
- Композиция «New Seeds» является заглавной сюжетной темой в научно-фантастическом мультфильме  The Misty Shit. Также в саундтреке к нему встречается композиция «Twoism».